# 339-й гвардейский тяжёлый самоходно-артиллерийский полк
339-й гвардейский тяжёлый самоходно-артиллерийский Свирский Краснознамённый ордена Суворова полк — воинская часть РККА в Великой Отечественной войне.

## История
Полк сформирован 28.02.1944 года путём преобразования 1549-го тяжёлого самоходно-артиллерийского полка.
В составе действующей армии с 28.02.1944 по 04.03.1944, с 13.06.1944 по 03.03.1945 и с 09.08.1945 по 03.09.1945.
На вооружении полка находились самоходные артиллерийские установки ИСУ-152
C 21.06.1944 года участвует в Свирско-Петрозаводской операции. Прикрывал прямой наводкой переправу через Свирь частей 99-й гвардейской стрелковой дивизии, 92-го танкового полка, 275-м ОМБОНа. Переправившись, вошёл в состав подвижной группы вместе с 29-й танковой бригадой, 378-м гвардейским тяжёлым самоходно-артиллерийским полком и 275-м ОМБОНом, наступал в направлении на Олонец. 25.06.1944 вышел к Олонцу, затем наступал на Сигозеро и Видлицу.
С 05.09.1944 поддерживает войска 26-й армии в её наступлении в Северной Карелии, но 19.09.1944 был изъят из состава армии и передан в состав 14-й армии, переброшен в Заполярье, где принимает участие в Петсамо-Киркенесской операции.
До марта 1945 года очевидно, находился в Норвегии, затем отправлен в резерв.
Вновь направлен в действующую армию в июле 1945, переправлен на Дальний Восток, где принял участие в Харбино-Гиринской операции. 11.08.1945 одной батареей, вместе со стрелками 365-й стрелковой дивизии и двумя ротами 48-го тяжёлого танкового полка участвует во взятии станции Пиняньчжень. 20.08.1945 прибыл своим ходом в Муданьцзян и начал марш к станции Ханьдаохэцзы.

## Подчинение
| Дата            | Фронт (округ)                      | Армия                          | Корпус | Дивизия | Бригада | Примечания |
| --------------- | ---------------------------------- | ------------------------------ | ------ | ------- | ------- | ---------- |
| 01.03.1944 года | 2-й Украинский фронт               | 5-я гвардейская танковая армия | -      | -       | -       | -          |
| 01.04.1944 года | Московский военный округ           | -                              | -      | -       | -       | -          |
| 01.05.1944 года | Московский военный округ           | -                              | -      | -       | -       | -          |
| 01.06.1944 года | Московский военный округ           | -                              | -      | -       | -       | -          |
| 01.07.1944 года | Карельский фронт                   | 7-я армия                      | -      | -       | -       | -          |
| 01.08.1944 года | Карельский фронт                   | 7-я армия                      | -      | -       | -       | -          |
| 01.09.1944 года | Карельский фронт                   | 7-я армия                      | -      | -       | -       | -          |
| 01.10.1944 года | Карельский фронт                   | 14-я армия                     | -      | -       | -       | -          |
| 01.11.1944 года | Карельский фронт                   | 14-я армия                     | -      | -       | -       | -          |
| 01.12.1944 года | -                                  | 14-я отдельная армия           | -      | -       | -       | -          |
| 01.01.1945 года | -                                  | 14-я отдельная армия           | -      | -       | -       | -          |
| 01.02.1945 года | -                                  | 14-я отдельная армия           | -      | -       | -       | -          |
| 01.03.1945 года | -                                  | 14-я отдельная армия           | -      | -       | -       | -          |
| 01.04.1945 года | Белорусско-Литовский военный округ | -                              | -      | -       | -       | -          |
| 01.05.1945 года | Белорусско-Литовский военный округ | -                              | -      | -       | -       | -          |
| 01.06.1945 года | -                                  | -                              | -      | -       | -       | нет данных |
| 01.07.1945 года | -                                  | -                              | -      | -       | -       | нет данных |
| 01.08.1945 года | Приморская группа войск            | 1-я армия                      | -      | -       | -       | -          |
| 09.08.1945 года | 1-й Дальневосточный фронт          | 1-я армия                      | -      | -       | -       | -          |
| 03.09.1945 года | 1-й Дальневосточный фронт          | 1-я армия                      | -      | -       | -       | -          |

## Командиры
- Торчилин В. М., гвардии майор

## Награды и наименования
| Награда (наименование)           | Дата                                                                | За что получена |
| -------------------------------- | ------------------------------------------------------------------- | --- |
| Почётное наименование «Свирский» | Приказ Верховного Главнокомандующего СССР № 0174 от 02.07.1944 года | за отличие в боях с немецко-финскими захватчиками при форсировании р. Свирь и прорыве сильно укреплённой обороны противника. |
| Орден Красного Знамени           | Указ Президиума Верховного Совета СССР от 31.10.1944 года           | за образцовое выполнение заданий командования в боях с немецкими захватчиками, за овладение городом Петсамо (Печенга) и проявленные при этом доблесть и мужество. |
| Орден Суворова III степени       | Указ Президиума Верховного Совета СССР от 17.09.1945 года           | за образцовое выполнение заданий командования в боях против японских войск на Дальнем Востоке при форсировании р. Уссури, прорыве Хутоуского, Мишаньского, Пограничненского и Дуннинского укреплённых районов, овладении гг. Мишань, Гирин, Яньцзи, Харбин и проявленные при этом доблесть и мужество. |